# Moravosilezikum
Moravosilezikum (neboli moravskoslezská oblast) je nejvýchodnější ze základních geologických jednotek Českého masivu. Nachází se zde magmatické (vyvřelé), sedimentární (usazené) i metamorfované (přeměněné) horniny proterozoického (starohorního) až karbonského stáří. Mezi nejznámější lokality patří Jeseníky, Moravský kras či Podyjí.

## Umístění
Moravosilezikum tvoří východní hranici českého masivu. Na západě je oddělono od moldanubika a lugika tzv. moldanubickým nasunutím a jeho severním pokračováním přibližně v lini mezi obcemi Vranov nad Dyjí (na jihu), kde pokračuje dále do Rakouska, a Javorník (na severu). Na východě je překryto sedimenty karpatské předhlubně, která přibližně kopíruje oblasti dolnomoravského a hornomoravského úvalu.

## Vnitřní členění
Moravosilezikum lze rozdělit na tři jednotky zásadně odlišné svým způsobem vzniku, stářím, i horninovým složením.
1. Brunovistulikum. Je nejstarší jednotkou a obsahuje horninové sledy a intruze vzniklé při kadomském vrásnění, které prošly pouze mírnou metamorfózou (přeměnou) při pozdějším vrásnění variském.
2. Moravosilezikum sensu stricto. To je v literatuře často zaměňováno za celou moravskoslezskou oblast a lze jej dále rozdělit na severní část – silezikum – a jižní část – moravikum. Je tvořeno přeměněnými horninami uspořádanými v příkrovové stavbě vzniklé během variského vrásnění.
3. Moravskoslezské paleozoikum. Je tvořeno mocnými sledy sedimentárních hornin usazených během devonu a karbonu.[1][2]